# 大町 (市川市)
大町（おおまち/ōmachi）は、千葉県市川市の地名。郵便番号は272-0801。

## 地理
市川市最北端に位置する、市内で最も緑の色濃い地域である。東は鎌ケ谷市中沢、西は松戸市高塚新田・紙敷、南は大野町、北は松戸市串崎新田・串崎南町と接している。都心に近い農業地域として梨の栽培が盛んであり、梨園や、梨農家を中心とした旧家が並ぶ。特に梨園が軒を連ねる国道464号には2003年4月、公募により決定した「大町梨街道」という愛称がつけられている。また、市川市動植物園、大町自然公園が設置されている。

### 小字
ここでは、現在の大町に存在した小字を現在の北から列挙する。
大字大町新田
- 上野 - 現在の大町駅所在地。
- 野末
- 中里 - 松飛台駅付近。
- 中野 - 大町小学校所在地。
- 天野
- 天殿
- 天戸
- 千駄刈
- 畑野
- 新畑
- 竹内
- 中島 - 市川市動植物園所在地。
- 鴻巣
- 鴻下
- 中台
- 下台
- 駒形 ‐ 大慶園所在地
- 駒木
- 千駄萱
- 千駄山
- 千駄木

## 歴史

### 沿革
- 1869年（明治2年） - 葛飾県葛飾郡大町新田となる。
- 1871年（明治4年） - 廃藩置県、県の統合により印旛県葛飾郡大町新田となる。
- 1873年（明治6年） - 県の統合及び、郡の分割により千葉県東葛飾郡大町新田となる。
- 1889年（明治22年） - 東葛飾郡大野村、柏井村、奉免村と合併し、東葛飾郡大柏村大字大町新田となる。
- 1949年（昭和24年）11月3日 - 市川市に編入。市川市大字大町新田となる。
- 1951年（昭和26年）12月1日 - 市内の大字を町に変更。それに伴い、市川市大町となる。

## 町名の変遷
| 実施後 | 実施年月日    | 実施前（各町名ともその一部） |
| ------ | ------------- | ---------------------------- |
| 大町   | 1951年12月1日 | 大町新田                     |

## 世帯数と人口
2017年（平成29年）9月30日現在の世帯数と人口は以下の通りである。
| 町丁 | 世帯数    | 人口    |
| ---- | --------- | ------- |
| 大町 | 1,976世帯 | 3,945人 |

## 小・中学校の学区
市立小・中学校に通う場合、学区は以下の通りとなる。
| 番地                                                           | 小学校             | 中学校             |
| -------------------------------------------------------------- | ------------------ | ------------------ |
| 1～367番地 370～381番地 409～476番地 492～510番地 545～602番地 | 市川市立大町小学校 | 市川市立第五中学校 |
| 368～369番地 382～408番地 477～491番地 511～544番地            | 市川市立大柏小学校 | 市川市立第五中学校 |

## 交通

### 鉄道
町域北端を北総鉄道北総線が通り、大町駅が置かれている。また、同線松飛台駅敷地の一部が町域内となる。

### 道路
- 国道464号 - 2003年4月に公募により決定した「大町梨街道」という愛称がつけられている。梨街道の公式キャラクターは「大町りこ」であり、大町梨業組合とデザインプロジェクトQwoukの企画プロデュースにより進められた。キャラクター名決定には、市川の地方紙掲載やテレビ取材、地元の小学校、各農園の店頭アピールにより公募を行い、結果「大町りこ」と決定した経緯がある。

## 施設
- 大町不二幼稚園
- 市川市立大町小学校
- 市川市動植物園
- 少年自然の家
- 大町自然公園 - 主要な設備は大野町4丁目に属する。
- フィールドアスレチック ありのみコース
- 大慶園